# Mikołaj Budzanowski
Mikołaj Edward Budzanowski (ur. 11 listopada 1971 w Krakowie) – polski menedżer i urzędnik państwowy, w latach 2009–2011 podsekretarz stanu w Ministerstwa Skarbu Państwa, a w latach 2011–2013 minister skarbu państwa.

## Życiorys
Pochodzi z rodziny przesiedleńców ze Lwowa. Jego ojciec Andrzej Budzanowski był fizykiem, członkiem PAN, a matka Elżbieta dermatologiem, ordynatorem szpitala im. Ludwika Rydygiera.
W latach 1990–1996 studiował na Wydziale Historycznym Uniwersytetu Jagiellońskiego, następnie odbył m.in. studia podyplomowe z dziedziny dyplomacji i stosunków międzynarodowych na macierzystej uczelni. Był stypendystą Uniwersytetu w Trewirze, japońskiej Nippon Foundation i Deutscher Akademischer Austauschdienst (DAAD). W 2004 uzyskał stopień doktora nauk humanistycznych na podstawie dysertacji Nisze kultowe na górnym tarasie świątyni Hatszepsut w Deir el-Bahari. Aspekty kultu królewskiego w Świątyni Milionów Lat Dsr-dsrw w okresie panowania królowej Hatszepsut.
Od 2002 do 2004 zatrudniony w Urzędzie Marszałkowskim Województwa Małopolskiego (m.in. jako kierownik zespołu ds. integracji europejskiej). W latach 2004–2007 pracował jako doradca w polskiej delegacji do Parlamentu Europejskiego. Od stycznia do września 2008 był dyrektorem Departamentu Zmian Klimatu i Zrównoważonego Rozwoju Ministerstwa Środowiska, a od września 2008 do lipca 2009 pełnił funkcję dyrektora Departamentu Nadzoru Właścicielskiego i Prywatyzacji Ministerstwa Skarbu Państwa. 20 lipca 2009 został mianowany podsekretarzem stanu w tym resorcie.
18 listopada 2011 prezydent Bronisław Komorowski powołał go na urząd ministra skarbu państwa w drugim rządzie Donalda Tuska. 19 kwietnia 2013 premier Donald Tusk zadeklarował zamiar odwołania Mikołaja Budzanowskiego ze stanowiska ministra skarbu państwa, do czego doszło pięć dni później.
Od lipca 2013 był członkiem zarządu spółki akcyjnej Boryszew i dyrektorem ds. rozwoju tego przedsiębiorstwa. W styczniu 2025 został członkiem rady dyrektorów oraz dyrektorem zarządzającym EIT InnoEnergy na Europę Środkową.
Autor felietonów z zakresu energetyki i innowacji publikowanych w „Rzeczpospolitej”.

## Życie prywatne
Jest żonaty z Anną Budzanowską.